# Монтес, Хуан Пабло
Хуа́н Па́бло Мо́нтес Мо́нтес (исп. Juan Pablo Montes; род. 26 октября 1985 в Сулако, департамент Йоро) — гондурасский футболист, защитник клуба «Олимпия Тегусигальпа». Выступал в сборной Гондураса.

## Клубная карьера
В профессиональном футболе дебютировал в 2006 году, выступая за команду «Атлетико Оланчано», в которой провёл один сезон.
Своей игрой за эту команду привлек внимание представителей тренерского штаба клуба «Виктория Ла-Сейба», в состав которого присоединился 2007 года. Сыграл за клуб из Ла-Сейбы следующие четыре сезона своей игровой карьеры.
Летом 2011 года он стал игроком «Виды», но так и не сыграл за клуб из-за перелома ноги. В январе 2012 года он перешёл в «Депортиво Некакса», а затем в «Платенсе Пуэрто-Кортес».
В состав клуба «Мотагуа» присоединился в 2013 году, трансфер мог состояться и раньше, но клубы долго не могли прийти к консенсусу.

## Выступления за сборную
В 2013 году Монтес дебютировал в официальных матчах в составе национальной сборной Гондураса. Свой единственный гол за сборную он забил на Центральноамериканском кубке 2013, сравняв счёт в матче с Панамой (1:1).
Включён в состав сборной для участия в финальной части чемпионата мира 2014 года в Бразилии.